# جمهورية تكساس
جمهورية تكساس كانت إحدى دول أمريكا الشمالية، استمرت لمدة قصيرة بين الولايات المتحدة الأمريكية والمكسيك بين عامي 1836 و1845. أعلن عن استقلال تكساس في مستعمرة واشنطن أون ذا برازوس في 2 مارس 1836، وعندها تكونت الجمهورية.
وقعت معركة سان جاسينتو قرب هيوستن في 21 أبريل 1836، حيث انتصر الجنرال سام هيوستن على الجنرال سانتا أنا، فاستقلت تكساس عن المكسيك. كان سام هيوستن أحد سكان فيرجينيا، وحكم تكساس في فترتين هما: 1836 - 1838 و1841 - 1844. كما كان حاكم ولاية تكساس بين عامي 1859 و1861.
تغيرت عاصمة الجمهورية عدة مرات: واشنطن أون ذا برازوس، و هاريسبرغ، وغالفستون، وفلاسكو، وكولومبيا. ثم قام سام هيوستن بنقلها إلى مدينة هيوستن في عام 1837. وبعد عامين أصبحت العاصمة مدينة أوستن.
أصبحت تكساس جزء من الولايات المتحدة الأمريكية كالولاية الثامنة والعشرين في 29 ديسمبر 1845.

## الانضمام إلى الولايات المتحدة
في 28 فبراير 1845، أقر الكونجرس الأمريكي مشروع قانون يسمح للولايات المتحدة بضم جمهورية تكساس. وفي 1 مارس وقع الرئيس الأمريكي جون تايلر على مشروع القانون وحدد التشريع تاريخ الضم بيوم 29 ديسمبر من العام نفسه. في مواجهة الضم الأمريكي الوشيك لتكساس، أرسل تشارلز إليوت وألفونس دي ساليني (الوزيرين البريطاني والفرنسي إلى تكساس) إلى مكسيكو سيتي من قبل حكومتيهما. وفي اجتماعهم مع وزير خارجية المكسيك، وقعوا على "القانون الدبلوماسي" الذي عرضت فيه المكسيك الاعتراف بولاية تكساس المستقلة بحدود محددة بوساطة فرنسية وبريطانية. قدم رئيس تكساس أنسون جونز كلا العرضين إلى اجتماع مؤتمر منتخب خصيصًا في أوستن، وحظي الاقتراح الأميركي بتأييد ساحق في مقابل صوت معارض واحد فقط. في حين لم يطرح الاقتراح المكسيكي للتصويت. وفي أعقاب المرسوم السابق الذي أصدره الرئيس جونز، تم طرح الاقتراح لاحقًا للتصويت في جميع أنحاء الجمهورية.
في 13 أكتوبر 1845، وافقت أغلبية كبيرة من الناخبين في الجمهورية على العرض الأمريكي والدستور المقترح الذي يفرض عقوبات على العبودية ويسمح للمهاجرين بجلب العبيد إلى تكساس. قبل هذا الدستور لاحقًا من قبل الكونجرس الأمريكي، مما جعل تكساس ولاية أمريكية في نفس اليوم الذي دخل فيه الضم حيز التنفيذ، 29 ديسمبر 1845 (وبالتالي تجاوز المرحلة الإقليمية). كان أحد دوافع الضم هو الديون الضخمة التي تكبدتها حكومة جمهورية تكساس. كجزء من تسوية عام 1850، تخلت تكساس عن مطالباتها بالأراضي، بما في ذلك أجزاء من كولورادو وكانساس وأوكلاهوما ونيو مكسيكو ووايومنغ الحالية مقابل 10 ملايين دولار من السندات الفيدرالية.
تضمن القرار شرطين فريدين:
أولاً، قال إنه يمكن إنشاء ما يصل إلى أربع ولايات إضافية من أراضي تكساس بموافقة ولاية تكساس ووفقًا لعملية القبول في الدستور الفيدرالي. الولايات الجديدة الواقعة شمال خط تسوية ميسوري ستكون ولايات حرة، في حين أن تلك الواقعة جنوب الخط يمكن أن تختار أن تصبح ولايات للعبيد. على الرغم من أن القرار لم يتضمن استثناءات للدستور، إلا أن الدستور الأمريكي لا يتطلب موافقة الكونجرس على إنشاء ولايات جديدة ليتم تطبيقها بعد تقديم الطلبات، كما أن الدستور الأمريكي لا يشترط انتهاء صلاحية الطلبات.
ثانيًا، لم تكن ولاية تكساس مضطرة إلى تسليم أراضيها العامة للحكومة الفيدرالية. وعلى الرغم من أن تكساس تنازلت عن جميع الأراضي خارج منطقتها الحالية للحكومة الفيدرالية في عام 1850، إلا أنها لم تتنازل عن أي أراضي عامة داخل حدودها الحالية. وبالتالي، فإن الأراضي التي تمتلكها الحكومة الفيدرالية في تكساس هي تلك التي اشترتها لاحقًا. وهذا يعني أيضًا أن حكومة الولاية تسيطر على احتياطيات النفط، والتي استخدمتها لاحقًا لتمويل نظام الجامعات العامة بالولاية من خلال صندوق الجامعة الدائم. بالإضافة إلى ذلك، تمتد سيطرة الولاية على احتياطيات النفط البحرية في تكساس إلى 3 فراسخ بحرية (9 أميال بحرية، 10.357 ميلًا قانونيًا، 16.668 كيلومترًا) بدلاً من ثلاثة أميال بحرية (3.45 ميلًا قانونيًا، 5.56 كيلومترًا) كما هو الحال مع الولايات الأخرى.

## الرؤساء ونواب الرؤساء
| رؤساء ونواب رؤساء جمهورية تكساس | رؤساء ونواب رؤساء جمهورية تكساس | رؤساء ونواب رؤساء جمهورية تكساس                           | رؤساء ونواب رؤساء جمهورية تكساس   | رؤساء ونواب رؤساء جمهورية تكساس | رؤساء ونواب رؤساء جمهورية تكساس | رؤساء ونواب رؤساء جمهورية تكساس                     | رؤساء ونواب رؤساء جمهورية تكساس                  |
| الرقم                           | الصورة                          | الرئيس                                                    | في المنصب                         | الحزب                           | الفترة                          | المنصب السابق                                       | نائب الرئيس                                      |
| ------------------------------- | ------------------------------- | --------------------------------------------------------- | --------------------------------- | ------------------------------- | ------------------------------- | --------------------------------------------------- | ------------------------------------------------ |
| —                               |                                 | ديفيد جي بيرنت 18 أبريل 1788 – 5 ديسمبر 1870 (العمر 82)   | مارس 16، 1836 – أكتوبر 22، 1836   | غير حزبي                        | Interim                         | مندوب إلى اتفاقية عام 1833                          | لورينزو دي زافالا                                |
| 1                               |                                 | سام هيوستن 2 مارس 1793 – 26 يوليو 1863 (العمر 70)         | أكتوبر 22، 1836 – ديسمبر 10، 1838 | غير حزبي                        | 1 (1836)                        | القائد الأعلى لجيش تكساس (1836)                     | ميرابو بي لامار                                  |
| 2                               |                                 | ميرابو بي لامار 16 أغسطس 1798 – 19 ديسمبر 1859 (العمر 61) | ديسمبر 10، 1838 – ديسمبر 13، 1841 | غير حزبي                        | 2 (1838)                        | النائب الأول لرئيس جمهورية تكساس (1836–1838)        | ديفيد جي بيرنت                                   |
| 3                               |                                 | سام هيوستن 2 مارس 1793 – 26 يوليو 1863 (العمر 70)         | ديسمبر 13، 1841 – ديسمبر 9، 1844  | غير حزبي                        | 3 (1841)                        | الرئيس الأول لجمهورية تكساس (1836–1838)             | إدوارد بورليسون                                  |
| 4                               |                                 | أنسون جونز 20 يناير 1798 – 9 يناير 1858 (العمر 59)        | ديسمبر 9، 1844 – فبراير 19، 1846  | غير حزبي                        | 4 (1844)                        | وزير الخارجية الحادي عشر لجمهورية تكساس (1841–1844) | كينيث لويس أندرسون ديسمبر 9، 1844 – July 3، 1845 |